# فرودگاه گریت بر لیک
فرودگاه گریت بر لیک (به انگلیسی: Great Bear Lake Airport) یک فرودگاه خصوصی با کد یاتا DAS است که یک باند فرود شن دارد و طول باند آن ۱۵۸۴ متر است. این فرودگاه در کشور کانادا قرار دارد و در ارتفاع ۱۶۸ متری از سطح دریا واقع شده‌است.